# سورة قريش
سورة قريش هي سورة مكية في قول الجمهور ومدنية عند الضحاك والكلبي، من المفصل، آياتها أربع، وترتيبها في المصحف ستٌ ومئة في الجزء الثلاثين. وقريشٌ هي أشهر قبائل الجزيرة العربية، والتي كان ينتمي إليها النبي محمد. لم يُذكر في السورة لفظ الجلالة، وقد عُدت التاسعة والعشرين في عداد نزول السور، نزلت بعد سورة التين، وقبل سورة القارعة.
أطلق بعض العلماء على السورة اسم «سورة لإيلاف قريش»، وسميت في المصاحف وكتب التفسير «سورة قريش» لوقوع اسم قريش فيها، ولم يقع في غيرها، ذُكر فيها نعمة الله على قريش بإحلال الإطعام والأمن، وزوال الجوع والخوف، فاستطاعوا بذلك القيام برحلتهم التجارية في الشتاء والصيف، والتي لم يقدر القيام عليها إلا قريش لأنهم أمنوا على أموالهم وأهلهم في مكة. وأمرهم الله تعالى بعبادته؛ وهو رب البيت الحرام الذي منَّ عليهم بهذه النعم.
السورة متصلة بسورة الفيل في المعنى، وكلٌّ منهما تضمن ذكر نعمة من نعم الله على أهل مكة فالأولى تضمنت إهلاك عدوهم الذي جاء ليهدم الكعبة وهي أساس مجدهم وعزهم، والثانية ذكرت نعمة أخرى هي اجتماع أمرهم، والتئام شملهم، ليتمكنوا من الارتحال صيفًا وشتاءً في تجارتهم، وتأمرهم بعبادة رب هذا البيت الذي حفظه لهم.

## نص السورة
نص سورة قريش برواية حفص عن عاصم كما في مصحف المدينة النبوية:
هناك اختلافات قليلة في القراءات العشر للسورة، ﴿لِإِيلَـٰفِ﴾ قرأ الشامي بهمزة مكسورة بعد اللام مع حذف الياء الساكنة بعد الهمزة. وأبو جعفر بحذف الهمزة المكسورة مع إثبات الياء والباقون بإثبات الهمزة والياء. ﴿إِۦلَـٰفِهِمۡ﴾ قرأ أبو جعفر بحذف الياء بعد الهمزة وغيره بإثباتها.

### تعدادها
عدد آيات سورة قريش أربع آيات في العدِّ الكوفي والبصري والشامي وخمس في العدِّ المدني والمكي، اختلافها آية ﴿مِّن جُوعࣲ﴾ عدها المدني والمكي نهاية آية، ولم يعدها الباقون. أما عدد كلماتها فسبع عشرة كلمة، وكذلك لا اختلاف في عدد حروفها، قال أبو عمرو الداني وحروفها ثلاثة وسبعون حرفا، وكذلك قال الخطيب الشربيني، فقال: «هي أربع آيات وسبع عشرة كلمة وثلاثة وسبعون حرفًا».

## التسمية
أطلق بعض العلماء على السورة اسم «سورة لإيلاف قريش»، قال عمرو بن ميمون: صلى عمر بن الخطاب المغرب، فقرأ في الركعة الثانية ﴿أَلَمْ تَرَ كَيْف﴾ وَ﴿لِإِيلَافِ قُرَيْشٍ﴾ وهذا ظاهر في إرادة التسمية، ولم يعدها جلال الدين السيوطي في الإتقان في علوم القرآن في السور التي لها أكثر من اسم. وسُمِّيَت في المصاحف، وكتب التفسير «سورة قريش» لوقوع اسم قريش فيها، ولم يقع في غيرها، وبذلك عنونها البخاري في صحيحه.
أما قبيلة قريش فهم بنو النضر بن كنانة بن خزيمة بن مدركة بن إلياس بن مضر. فكل من كان من ولد النضر فهو قرشي دون بني كنانة. وقيل في سبب تسميتها بهذا الاسم روايات كثيرة مختلفة، منها أنه غلب عليها، نسبةً لاسم جدها الأعلى النضر بن كنانة الذي كان يلقب به، أو لأن كنانة اشتغلت بالتجارة، فكانت تجمع المال، والجمع والكسب هو التقريش. ومما قيل: إن فهر بن مالك بن النضر كان له ثلاثة أولاد، فتفرقوا ثم تجمعوا، فقالت بكر: "تقرش بنو جندلة" أي: تجمعوا. وهناك رأي لمحمد بن سعد البغدادي صاحب الطبقات الكبرى يقول: «إن اسم قريش مشتق من كلمة "التقريش" أي: التجمع؛ لأن قصيَّ بن كلاب جمع بطون كنانة، وناهض بهم خزاعة، وانتزع منها حكم مكة وسدانة الكعبة، فسمي لذلك مجمعًا».

## زمن النزول
هي سورة مكية في قول الجمهور ومدنية عند الضحاك والكلبي. وقالَ محمد الطاهر بن عاشور «والسورة مكية عند جماهير العلماء. وقال ابن عطية: بلا خلاف. وفي القرطبي عن الكلبي والضحاك أنها مدنية، ولم يذكرها في الإتقان مع السور المختلف فيها.»، وقد عُدت التاسعة والعشرين في عداد نزول السور، نزلت بعد سورة التين، وقبل سورة القارعة.

## سبب النزول
لم يرد في نزول سورة قريش سببًا خاصًا، إلا ذكر نعمة الله على قريش بإطعامهم وأمنهم ورحلتهم التجارية في الشتاء والصيف، والتي لم يقدر القيام عليها إلا قريش لأنهم أمنوا على أموالهم وأهلهم في مكة، فعن قتادة بن دعامة: «كَانَ أَهْلُ مَكَّةَ يَتَعَاوَرُونَ الْبَيْتَ شِتَاءً وَصَيْفًا تُجَّارًا آمِنِينَ لَا يَخَافُونَ شَيْئًا لِحَرَمِهِمْ وَكَانَتِ الْعَرَبُ لَا يَقْدِرُونَ عَلَى ذَلِكَ وَلَا يَسْتَطِيعُونَهُ مِنَ الْخَوْفِ فَذَكَّرَهُمُ اللَّهُ مَا كَانُوا فِيهِ مِنَ الْأَمْنِ حَتَّى إِنْ كَانَ الرَّجُلَ مِنْهُمْ لَيُصَابُ فِي الْحَيِّ مِنْ أَحْيَاءِ الْعَرَبِ فَيُقَالُ حَرَمِيٌّ، قَالَ: ذُكِرَ لَنَا أَنَّ نَبِيَّ اللَّهِ ﷺ قَالَ: مَنْ أَذَلَّ قُرَيْشًا أَذَلَّهُ اللَّهُ وَقَالَ: ارْقُبُونِي وَقُرَيْشًا فَإِنْ يَنْصُرْنِي اللَّهُ عَلَيْهِمْ فَالنَّاسُ لَهُمْ تَبَعٌ فَلَمَّا فُتِحَتْ مَكَّةُ أَسْرَعَ النَّاسُ فِي الْإِسْلَامِ فَبَلَغَنَا أَنَّ رَسُولَ اللَّهِ ﷺ قَالَ: النَّاسُ تَبَعٌ لِقُرَيْشٍ فِي الْخَيْرِ وَالشَّرِّ كُفَّارُهُمْ تَبَعٌ لِكُفَّارِهِمْ وَمُؤْمِنُوهُمْ تَبَعٌ لِمُؤْمِنِيهِمْ».
وعن أم هانئ بنت أبي طالب: «أَنَّ رَسُولَ اللَّهِ ﷺ قَالَ: فَضَّلَ اللَّهُ قُرَيْشًا بِسَبْعِ خِصَالٍ لَمْ يُعْطِهَا أَحَدًا قَبْلَهُمْ وَلَا يُعْطِيهَا أَحَدًا بَعْدَهُمْ: أَنِّي فِيهِمْ وَفِي لَفْظٍ النُّبُوَّةُ فِيهِمْ، وَالْخِلَافَةُ فِيهِمْ، وَالْحِجَابَةُ فِيهِمْ، وَالسِّقَايَةُ فِيهِمْ، وَنُصِرُوا عَلَى الْفِيلِ، وَعَبَدُوا اللَّهَ سَبْعَ سِنِينَ، وَفِي لَفْظٍ عَشْرَ سِنِينٍ لَمْ يَعْبُدْهُ أَحَدٌ غَيْرُهُمْ، وَنَزَلَتْ فِيهِمْ سُورَةٌ مِنَ الْقُرْآنِ لَمْ يُذْكَرْ فِيهَا أَحَدٌ غَيْرُهُمْ ﴿لإِيلافِ قُرَيْشٍ﴾.».

## مناسبتها لما قبلها

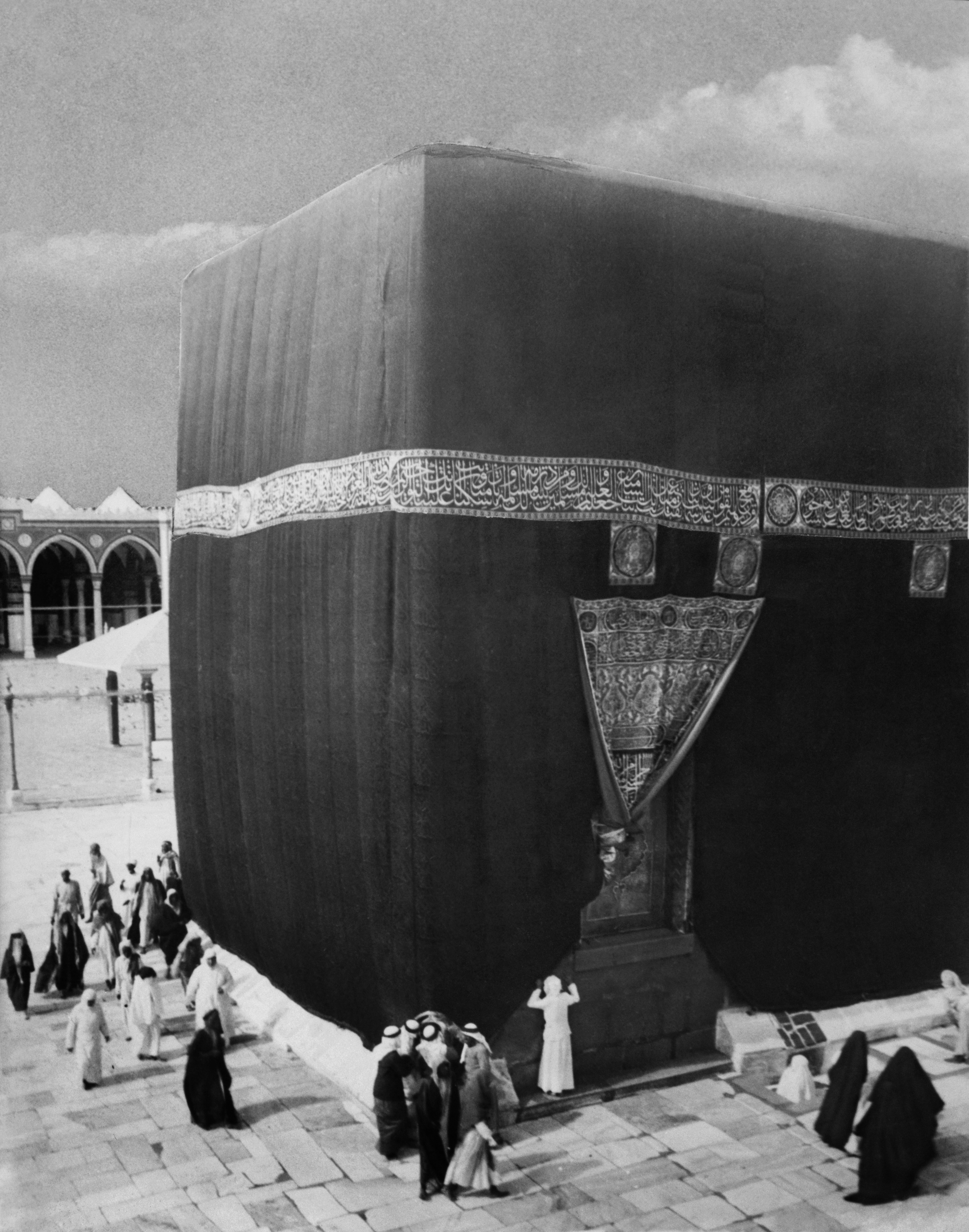
صورة للكعبة قرابة عام 1910.

السورة متصلة بسورة الفيل في المعنى، وكلاهما تضمّن ذكر نعمة من نعم الله على أهل مكة فالأولى تضمنت إهلاك عدوهم الذي جاء ليهدم الكعبة التي هي أساس مجدهم وعزهم، والثانية ذكرت نعمة أخرى هي اجتماع أمرهم، والتئام شملهم، ليتمكنوا من الارتحال صيفًا وشتاءً في تجارتهم. قال الفراء: «هذه السورة متصلة بالسورة الأولى؛ لأنه ذكر أهل مكة عظيم نعمته عليهم فيما فعل بالحبشة، ثم قال: ﴿لإِيلافِ قُرَيْشٍ﴾ أي فعلنا ذلك بأصحاب الفيل نعمة منا على قريش. وذلك أن قريشًا كانت تخرج في تجارتها، فلا يغار عليها، ولا تقرب في الجاهلية. يقولون هم أهل بيت الله جل وعز؛ حتى جاء صاحب الفيل ليهدم الكعبة، ويأخذ حجارتها، فيبني بها بيتا في اليمن يحج الناس إليه، فأهلكهم الله ، فذكرهم نعمته. أي فجعل الله ذلك لإيلاف قريش، أي ليألفوا الخروج، ولا يجترأ عليهم.».
سورة قريش هي سورة مستقلة بإجماع المسلمين، بينما جعلها أبي بن كعب مع سورة الفيل سورة واحدة، ولم يفصل بينهما في مصحفه بالبسملة التي كانوا يجعلونها علامة فصل بين السور. فقد ذهب البعض بأن السورتين سورة واحدة واحتجوا عليه بوجوه:
- أن السورتين لا بد أن تكون كل واحدة منهما مستقلة بنفسها، ومطلع هذه السورة لما كان متعلقا بالسورة المتقدمة وجب أن لا تكون سورة مستقلة.
- أن أبي بن كعب جعلهما في مصحفه سورة واحدة.
- ما روي عن عمرو بن ميمون عن قراءة عمر بن الخطاب في صلاة المغرب في الركعة الأولى سورة التين، وفي الثانية الفيل وقريش معًا، من غير فصل بينهما ببسم الله الرحمن الرحيم.

ورد على ذلك فخر الدين الرازي في تفسيره فقال: «المشهور المستفيض أن هذه السورة منفصلة عن سورة الفيل، وأما تعلق أول هذه السورة بما قبلها فليس بحجة على ما قالوه، لأن القرآن كله كالسورة الواحدة وكالآية الواحدة يصدق بعضها بعضًا، ويبين بعضها معنى بعض، ألا ترى أن الآيات الدالة على الوعيد مطلقة، ثم إنها متعلقة بآيات التوبة وبآيات العفو عند من يقول به، وقوله: ﴿إِنَّا أَنزَلْنَاهُ﴾ (القدر: 1) متعلق بما قبله من ذكر القرآن، وأما قوله: إن أبيا لم يفصل بينهما فهو معارض بإطباق الكل على الفصل بينهما، وأما قراءة عمر، فإنها لا تدل على أنهما سورة واحدة؛ لأن الإمام قد يقرأ سورتين.».

## تفسير السورة
يرد في السورة أمر الله لقريش بعبادته، بعدما ذَّكرهم بنعمة أن الله مكن لهم السير في الأرض للتجارة برحلتي الشتاء والصيف لا يخشون عاديًا يعدو عليهم. وبأنه أمنهم من المجاعات وأمنهم من المخاوف؛ لما وقر في نفوس العرب من حرمتهم؛ لأنهم سكان الحرم وعُمَّار الكعبة. فرد القبائل فلا يغير على بلدهم أحد. وهو موافق لقوله تعالى: ﴿أَوَلَمْ يَرَوْا أَنَّا جَعَلْنَا حَرَمًا آمِنًا وَيُتَخَطَّفُ النَّاسُ مِنْ حَوْلِهِمْ أَفَبِالْبَاطِلِ يُؤْمِنُونَ وَبِنِعْمَةِ اللَّهِ يَكْفُرُونَ ۝٦٧﴾ [العنكبوت:67]. قال ابن كثير: «المراد بذلك ما كانوا يألفونه من الرحلة في الشتاء إلى اليمن، وفي الصيف إلى الشام في المتاجر وغير ذلك، ثم يرجعون إلى بلدهم آمنين في أسفارهم؛ لعظمتهم عند الناس، لكونهم سكان حرم الله، فمن عرفهم احترمهم، بل من صوفي إليهم وسار معهم أمّن بهم. هذا حالهم في أسفارهم ورحلتهم في شتائهم وصيفهم.».
وهذه النعمة هي استجابة الله لدعوة النبي إبراهيم، وهو يتوجه إليه عقب بناء البيت: ﴿وَإِذْ قَالَ إِبْرَاهِيمُ رَبِّ اجْعَلْ هَذَا بَلَدًا آمِنًا وَارْزُقْ أَهْلَهُ مِنَ الثَّمَرَاتِ مَنْ آمَنَ مِنْهُمْ بِاللَّهِ وَالْيَوْمِ الْآخِرِ قَالَ وَمَنْ كَفَرَ فَأُمَتِّعُهُ قَلِيلًا ثُمَّ أَضْطَرُّهُ إِلَى عَذَابِ النَّارِ وَبِئْسَ الْمَصِيرُ ۝١٢٦﴾ [البقرة:126]. وقد كان لحادث الفيل أثر مضاعف في زيادة حرمة البيت عند العرب في جميع أنحاء الجزيرة، وزيادة مكانة أهله وسدنته من قريش، مما ساعدهم على أن يسيروا في الأرض آمنين، وشجعهم على إنشاء قافلتين تجارتين إلى اليمن في الجنوب، وإلى الشام في الشمال. فكانت رحلة اليمن في الشتاء، والثانية إلى الشام في الصيف.
فيذكرهم الله بهذه المنن ليستحيوا مما هم فيه من عبادة غير الله معه، وهو رب هذا البيت الذي يعيشون في جواره آمنين طاعمين ويسيرون باسمه مرعيين ويعودون سالمين.

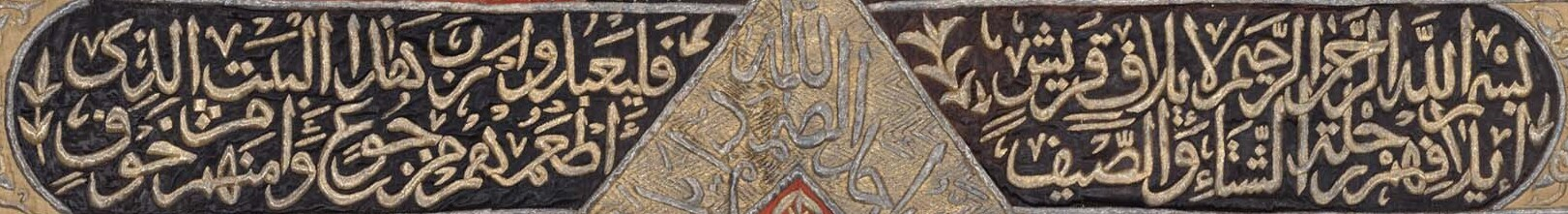
سورة قريش منقوشة على حرير أسود مع زخارف ملونة ومطرز بشكل كبير بسلك فضي ومذهب فضي فوق حشوة من خيوط القطن.

### الآية الأولى
﴿لِإِيلَافِ قُرَيْشٍ ۝١﴾ [قريش:1]: اللام في قوله: لإيلاف تحتمل وجوها ثلاثة: فإنها إما أن تكون متعلقة بالسورة التي قبلها أو بالآية التي بعدها، أو لا تكون متعلقة لا بما قبلها، ولا بما بعدها.

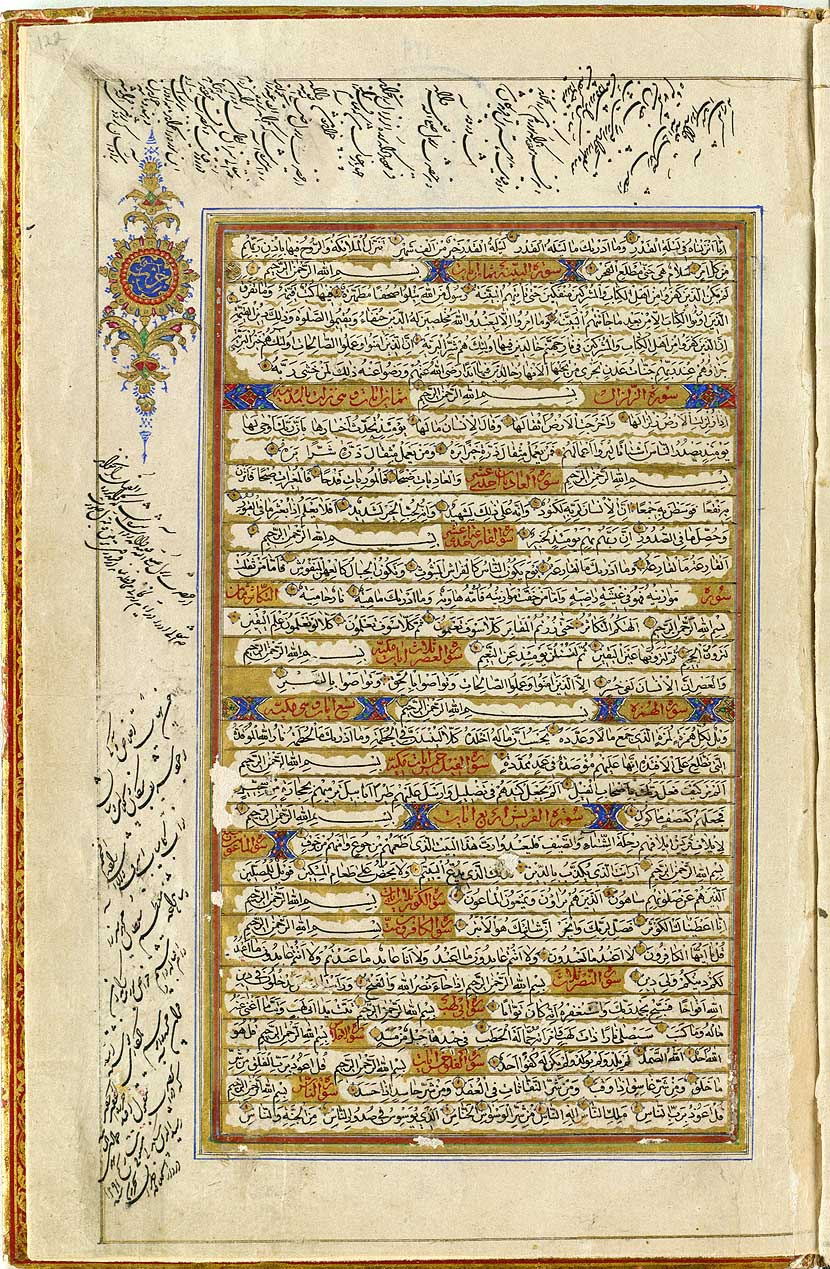
مخطوطة قرآنية تعود لعام 1874م.

- الأول: هو أن تكون متعلقة بما قبلها، وهو قول الزجاج وأبي عبيدة أن التقدير: ﴿فَجَعَلَهُمْ كَعَصْفٍ مَأْكُولٍ ۝٥﴾ [الفيل:5] لإلف قريش أي أهلك الله أصحاب الفيل لتبقى قريش، وما قد ألفوا من رحلة الشتاء والصيف.[16]
- الثاني: هو أن اللام في: (لِإِيلَافِ) متعلقة بقوله: (فَلْيَعْبُدُوا) وهو قول الخليل وسيبويه والتقدير: فليعبدوا رب هذا البيت، لِإِيلَافِ قُرَيْشٍ. أي ليجعلوا عبادتهم شكرًا لهذه النعمة واعترافًا بها.[12]
- الثالث: أن تكون هذه اللام غير متعلقة، لا بما قبلها ولا بما بعدها، قال الزجاج: قال قوم: هذه اللام لام التعجب، كأن المعنى: اعجبوا لِإِيلَافِ قُرَيْشٍ، وذلك لأنهم كل يوم يزدادون غيًا وجهلًا وانغماسًا في عبادة الأوثان، والله تعالى يؤلف شملهم، ويدفع الآفات عنهم، وينظم أسباب معايشهم، وهذا اختيار الكسائي والأخفش والفراء.[17]

وذكروا في الإيلاف ثلاثة أوجه:
- الأول: أن الإيلاف هو الإلف. قال علماء اللغة: ألفت الشيء وألفته إلفًا وإلافًا وإيلافًا بمعنى واحد، أي لزمته فيكون المعنى لإلف قريش هاتين الرحلتين فتتصلا ولا تنقطعا.
- الثاني: الألفة هي لزوم الأمر بتدبير الله. والمعنى أن هذه الإلفة إنما حصلت في قريش بتدبير الله وهو كقوله: ﴿وَلَكِنَّ اللَّهَ أَلَّفَ بَيْنَهُمْ﴾ [الأنفال:63]، وقال: ﴿فَأَلَّفَ بَيْنَ قُلُوبِكُمْ فَأَصْبَحْتُمْ بِنِعْمَتِهِ إِخْوَانًا﴾ [آل عمران:103].
- الثالث: أن يكون الإيلاف هو التهيئة والتجهيز وهو قول الفراء وابن الأعرابي، أي: لتجهيز قريش رحلتيها حتى تتصلا ولا تنقطعا.

### الآية الثانية

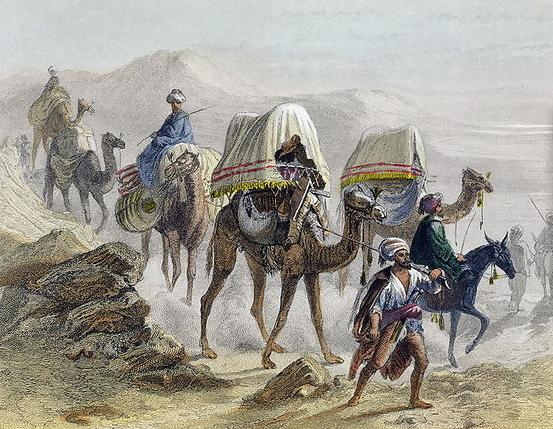
رسم تخيلي لقافلة عربية.

﴿إِيلَافِهِمْ رِحْلَةَ الشِّتَاءِ وَالصَّيْفِ ۝٢﴾ [قريش:2]: الرحلة اسم الارتحال من القوم للمسير. قال المفسرون: كانت لقريش رحلتان رحلة بالشتاء إلى اليمن؛ لأن اليمن أدفأ وبالصيف إلى الشأم، وذكر عطاء عن ابن عباس أن السبب في ذلك هو أن قريشا إذا أصاب واحدًا منهم مخمصة خرج هو وعياله إلى موضع، وضربوا على أنفسهم خباء حتى يموتوا، إلى أن جاء هاشم بن عبد مناف، وكان سيد قومه، وكان له ابن يقال له: أسد، وكان له ترب من بني مخزوم يحبه ويلعب معه، فشكا إليه الضرر والمجاعة، فدخل أسد على أمه يبكي فأرسلت إلى أولئك بدقيق وشحم، فعاشوا فيه أيامًا، ثم أتى ترب أسد إليه مرة أخرى وشكا إليه من الجوع، فقام هاشم خطيبًا في قريش، فقال: إنكم أجدبتم جدبًا تقلون فيه وتذلون، وأنتم أهل حرم الله وأشراف ولد آدم والناس لكم تبع. قالوا: نحن تبع لك، فليس عليك منا خِلاف، فجمع كل بني أب على الرحلتين في الشتاء إلى اليمن، وفي الصيف إلى الشام للتجارات، فما ربح الغني قسمه بينه وبين الفقير، حتى كان فقيرهم كغنيهم، فجاء الإسلام وهم على ذلك، فلم يكن في العرب بنو أب أكثر مالا ولا أعز من قريش. قال ابن قتيبة: «إنما كانت تعيش قريش بالتجارة، وكانت لهم رحلتان في كل سنة رحلة في الشتاء إلى اليمن، ورحلة في الصيف إلى الشام، ولولا هاتان الرحلتان لم يمكن بها مقام، ولولا الأمن بجوارهم البيت لم يقدروا على التصرف».

### الآية الثالثة
﴿فَلْيَعْبُدُوا رَبَّ هَذَا الْبَيْتِ ۝٣﴾ [قريش:3]: أمرهم الله تعالى بعبادته وتوحيده، قال ابن عاشور: «والعبادة التي أمروا بها عبادة الله وحده دون إشراك الشركاء معه في العبادة؛ لأن إشراك من لا يستحق العبادة مع الله الذي هو الحقيق بها ليس بعبادة أو لأنهم شغلوا بعبادة الأصنام عن عبادة الله فلا يذكرون الله إلا في أيام الحج في التلبية على أنهم قد زاد بعضهم فيها بعد قولهم: لبيك لا شريك لك إلا شريكا هو لك تملكه وما ملك.». والإشارة إلى البيت تفيد التعظيم. يقول الرازي: «فإنه -سبحانه- تارة أضاف العبد إلى نفسه فيقول: يا عبادي، وتارة يضيف نفسه إلى العبد فيقول: وإلهكم، كذا في البيت تارة يضيف نفسه إلى البيت وهو قوله: ﴿لْيَعْبُدُوا رَبَّ هَذَا الْبَيْتِ﴾ وتارة يضيف البيت إلى نفسه فيقول: ﴿طَهِّرَا بَيْتِيَ﴾.».
وهناك تفسير آخر رُوى عن ابن عباس أن الله نهاهم عن الرحلة وأمرهم بالعبادة؛ فيُروى أنه قال: «نهاهم عن الرحلة، وأمرهم أن يعبدوا رب هذا البيت، وكفاهم المؤنة، وكانت رحلتهم في الشتاء والصيف، فلم يكن لهم راحة في شتاء ولا صيف، فأطعمهم بعد ذلك من جوع، وآمنهم من خوف، وألفوا الرحلة، فكانوا إذا شاءوا ارتحلوا، وإذا شاءوا أقاموا، فكان ذلك من نعمة الله عليهم.».

### الآية الرابعة
﴿الَّذِي أَطْعَمَهُمْ مِنْ جُوعٍ وَآمَنَهُمْ مِنْ خَوْفٍ ۝٤﴾ [قريش:4]: يذكرهم الله بنعمته عليهم بإحلال الإطعام والأمن، وزوال الجوع والخوف. فالمعنى: من أجل إيلاف قريش رحلة الشتاء والصيف، فليعبدوا رب هذا البيت الذي كفل لهم الأمن، فجعل نفوسهم تألف الرحلة، وتنال من ورائها ما تنال فليعبدوا رب هذا البيت الذي أطعمهم من جوع. وكان الأصل - بحسب حالة أرضهم - أن يجوعوا، فأطعمهم الله وأشبعهم من هذا الجوع، وآمنهم من خوف. وكان الأصل - بحسب ما هم فيه من ضعف وبحسب حالة البيئة من حولهم - أن يكونوا في خوف، فآمنهم من هذا الخوف.
وقيل في المراد الإطعام عدة أقوال:
- قال القرطبي: أنه تعالى لما آمنهم بالحرم حتى لا يتعرض لهم في الرحلتان كان ذلك سبب إطعامهم بعد ما كانوا فيه من الجوع.
- قال مقاتل بن سليمان: شق عليهم الذهاب إلى اليمن والشام في الشتاء والصيف لطلب الرزق، فقذف الله  في قلوب الحبشة أن يحملوا الطعام في السفن إلى مكة فحملوه، وجعل أهل مكة يخرجون إليهم بالإبل والخمر، ويشترون طعامهم من جدة على مسيرة ليلتين وتتابع ذلك، فكفاهم الله مؤونة.
- قال الكلبي: هذه الآية معناها أنهم لما كذبوا محمدًا ﷺ دعا عليهم، فقال: «اللهم اجعلها عليهم سنين كسني يوسف» فاشتد عليهم القحط، وأصابهم الجهد فقالوا: يا محمد ادع الله فإنا مؤمنون، فدعا رسول الله ﷺ فأخصبت البلاد، وأخصب أهل مكة بعد القحط.

وأما الأمن من الخوف، فإنهم كانوا يسافرون آمنين لا يتعرض لهم أحد، ولا يغير عليهم أحد لا في سفرهم ولا في حضرهم، وكان غيرهم لا يأمنون من الغارة في السفر والحضر.

## إعراب السورة
| إعراب سورة قريش                  | إعراب سورة قريش | إعراب سورة قريش | إعراب سورة قريش | إعراب سورة قريش | إعراب سورة قريش |
| -------------------------------- | --- | --------------- | --------------- | --------------- | --------------- |
| لِإِيلَافِ قُرَيْشٍ                      | |                 |                 |                 |                 |
| لِإِيلافِ                           | اللام حرف جر، وإيلاف اسم مجرور بالكسرة، والجار والمجرور متعلقان بالفعل المتأخر ليعبدوا.                                                                                  |                 |                 |                 |                 |
| قُرَيْشٍ                             | مضاف إليه مجرور بالكسرة الظاهرة على أخره. |                 |                 |                 |                 |
| إِيلَافِهِمْ رِحْلَةَ الشِّتَاءِ وَالصَّيْفِ       | |                 |                 |                 |                 |
| إِيلافِهِمْ                          | إيلافهم بدل من لإيلاف بدل مقيد من مطلق أطلق الإيلاف في الأول وقيده في الثاني برحلتي الشتاء والصيف تفخيما لأمر الإيلاف وتعظيما له وتذكيرا بسوابغ النعم، والهاء مضاف إليه. |                 |                 |                 |                 |
| رِحْلَةَ                             | مفعول به للمصدر منصوب وعلامة نصبه الفتحة. |                 |                 |                 |                 |
| الشِّتاءِ                           | مضاف إليه مجرور بالكسرة الظاهرة على أخره. |                 |                 |                 |                 |
| وَالصَّيْفِ                           | الواو حرف عطف، والصيف معطوف مجرور بالكسرة. |                 |                 |                 |                 |
| فَلْيَعْبُدُوا رَبَّ هَذَا الْبَيْتِ            | |                 |                 |                 |                 |
| فَلْيَعْبُدُوا                         | الفاء الفصيحة لأنها وقعت في جواب شرط مقدّر، واللام لام الأمر، ويعبدوا فعل مضارع مجزوم بحذف النون، وواو الجماعة فاعل.                                                      |                 |                 |                 |                 |
| رَبَّ                               | مفعول به منصوب وعلامة نصبه الفتحة. |                 |                 |                 |                 |
| هذَا                              | اسم إشارة مبن في محل جر مضاف إليه. |                 |                 |                 |                 |
| الْبَيْتِ                            | بدل من اسم الإشارة مجرور بالكسرةـ والجملة جواب شرط مقدر لا محل لها. |                 |                 |                 |                 |
| الَّذِي أَطْعَمَهُمْ مِنْ جُوعٍ وَآمَنَهُمْ مِنْ خَوْفٍ | |                 |                 |                 |                 |
| الَّذِي                             | اسم موصول مبن في محل جر نعت أو بدل من رَبَّ. |                 |                 |                 |                 |
| أَطْعَمَهُمْ                           | فعلٌ ماضٍ مبنيٌّ على الفتح، والهاء في محل نصب مفعول، والفاعل مستتر عائد على رَبَّ، والجملة صلة لا محل لها.                                                                      |                 |                 |                 |                 |
| مِنْ جُوعٍ                           | من حرف جر، جوع اسم مجرور بالكسرة. |                 |                 |                 |                 |
| وَآمَنَهُمْ                           | الواو حرف عطف على أَطْعَمَهُمْ، والفعل الماضي مبن على الفتح، والهاء في محل نصب مفعول، والفاعل مستتر عائد على رَبَّ، والجملة معطوفة لا محل لها.                                    |                 |                 |                 |                 |
| مِنْ خَوْفٍ                           | من حرف جر، خوف اسم مجرور بالكسرة. |                 |                 |                 |                 |

### ثبت المراجع
1. ↑  القاضي (1981)، ص. 348.
2. 1 2  الداني (1994)، ص. 293.
3. 1 2  الشربيني (1868)، ج. 4، ص. 590.
4. 1 2 3  ابن عاشور (1984)، ج. 30، ص. 552.
5. ↑  القرطبي (1935)، ج. 20، ص. 202.
6. ↑  برُّو (1996)، ص. 172.
7. ↑  القرطبي (1935)، ج. 20، ص. 200.
8. ↑  السيوطي (2011)، ج. 8، ص. 637.
9. ↑  السيوطي (2006)، ص. 264.
10. 1 2  قطب (2003)، ج. 6، ص. 3982.
11. ↑  القرطبي (1935)، ج. 20، ص. 200- 201.
12. 1 2 3  الرازي (2000)، ج. 32، ص. 295.
13. ↑  ابن عاشور (1984)، ج. 30، ص. 554.
14. ↑  ابن كثير (1998)، ج. 8، ص. 466.
15. 1 2  قطب (2003)، ج. 6، ص. 3983.
16. ↑  الرازي (2000)، ج. 32، ص. 294.
17. 1 2  الرازي (2000)، ج. 32، ص. 296.
18. ↑  الرازي (2000)، ج. 32، ص. 297.
19. ↑  الشوكاني (2007)، ج. 1، ص. 1656.
20. ↑  ابن عاشور (1984)، ج. 30، ص. 560.
21. ↑  الرازي (2000)، ج. 32، ص. 298.
22. ↑  الطبري (2001)، ج. 24، ص. 651.
23. 1 2  القرطبي (1935)، ج. 20، ص. 209.
24. ↑  سلامة (2006)، ص. 201- 202.
25. ↑  الدعاس (2004)، ج. 3، ص. 470.
26. ↑  درويش (1992)، ج. 10، ص. 591.

### إحالات المراجع
- الخطيب الشربيني (1868)، السراج المنير في الإعانة على معرفة بعض معاني كلام ربنا الحكيم الخبير، القاهرة: الهيئة العامة لشؤون المطابع الأميرية، OCLC:236016840، QID:Q115641715
- القرطبي (1935)، الجامع لأحكام القرآن، والمبين لما تضمنه من السنة وآي الفرقان: تفسير القرطبي، القاهرة: دار الكتب والوثائق القومية، OCLC:17965928، QID:Q115683910{{استشهاد}}:  صيانة الاستشهاد: ref duplicates default (link)
- عبد الفتاح القاضي (1981)، البدور الزاهرة في القراءات العشر المتواترة (ط. 1)، بيروت: دار الكتاب العربي، OCLC:457123342، QID:Q115641917
- محمد الطاهر بن عاشور (1984)، التحرير والتنوير من التفسير، تونس: الدار التونسية للنشر، OCLC:11603545، QID:Q115641984
- محي الدين درويش (1992)، إعراب القرآن الكريم وبيانه (ط. 3)، دمشق، حمص: اليمامة للطباعة والنشر والتوزيع، دار ابن كثير، دار الإرشاد للشؤون الجامعية، OCLC:4771426697، QID:Q115640897
- أبو عمرو الداني (1994)، البيان في عد آي القرآن، تحقيق: غانم قدوري الحمد (ط. 1)، الكويت: مركز المخطوطات والتراث والوثائق، OCLC:32312189، QID:Q115651867
- توفيق برو (1996). تَارِيخُ الْعَرَبِ الْقَدِيمِ (ط. الثانية). دمشق: دار الفكر. ISBN:1-57547-317-8. OCLC:1103838126. QID:Q107564545.
- ابن عادل الحنبلي (1998)، اللباب في علوم الكتاب، تحقيق: عادل أحمد عبد الموجود، علي محمد معوض (ط. 1)، بيروت: دار الكتب العلمية، OCLC:714395326، QID:Q115730072
- ابن كثير الدمشقي (1998)، تفسير القرآن العظيم: تفسير ابن كثير، تحقيق: محمد حسين شمس الدين (ط. 1)، بيروت: دار الكتب العلمية، OCLC:914363003، QID:Q115701544
- فخر الدين الرازي (2000)، مفاتيح الغيب: تفسير فخر الدين الرازي (ط. 3)، بيروت: دار إحياء التراث العربي، OCLC:1158766639، QID:Q115730115
- محمد بن جرير الطبري (2001)، جامع البيان عن تأويل آي القرآن: تفسير الطبري، تحقيق: عبد الله بن عبد المحسن التركي (ط. 1)، القاهرة: هجر للطباعة والنشر والتوزيع والإعلان، OCLC:1103746918، QID:Q97221368
- سيد قطب (2003)، في ظلال القرآن (ط. 32)، القاهرة: دار الشروق، QID:Q127172787
- أحمد الدعاس؛ أحمد حميدان؛ إسماعيل القاسم (2004)، إعراب القرآن الكريم (ط. 1)، دمشق، بيروت: دار النمير، دار الفارابي، OCLC:957327916، QID:Q115640158
- جلال الدين السيوطي (2006). لباب النقول في أسباب النزول (PDF). بيروت: دار الكتاب العربي. ISBN:9953-27-134-8. OCLC:1053839290. QID:Q116996141.
- محمد حسين سلامة (2006). إعراب جزء عم: إعراب وتفسير وبلاغة وأسباب النزول (ط. 1). القاهرة: دار الآفاق العربية. ISBN:977-344-102-4. OCLC:587740694. QID:Q115683765.
- محمد بن علي الشوكاني (2007). فَتحُ القَدِير: الجامِع بَين فَنَّيِ الرواية والدِّراية مِن عِلمِ التفسير. مراجعة: يوسف الغوش (ط. 4). بيروت: دار المعرفة للطباعة والنشر. ISBN:9953-420-75-0. QID:Q117717783.
- محمد بن عبد الرحمن الشايع (2011). أسماء سور القرآن الكريم. البحوث العلمية المحكمة (19) (ط. 1). الرياض. ISBN:978-603-8055-27-4. OL:25317555M. QID:Q115615370.{{استشهاد بكتاب}}:  صيانة الاستشهاد: مكان بدون ناشر (link)
- جلال الدين السيوطي (2011)، تفسير الدر المنثور في التفسير بالمأثور، بيروت: دار الفكر للطباعة والنشر والتوزيع، QID:Q117742927

## وصلات خارجية
- سورة قريش بقراءة مشاري بن راشد العفاسي
- سورة قريش: تجويدا وتفسيرا - (موقع Altafsir.com).